# 豊川市立代田小学校
豊川市立代田小学校（とよかわしりつ だいだしょうがっこう）は、愛知県豊川市代田町一丁目にある公立小学校。

## 概要
代田小学校は豊川市の中心部にあり、豊川市立代田中学校と隣接している。また学校のすぐ前には県営諏訪住宅や豊川市文化会館がある。
児童数は452人、学級数は16クラス（ともに2013年度）で、全校児童の約1割がブラジル・ペルー国籍という、外国人の多い小学校である。そのため、「インターナショナルクラス」が3クラス設けられている。

## 沿革
- 1975年 - 中部小学校から分立して開校
- 1978年 - 校歌完成
- 1999年 - コンピュータ室設置

## 主な行事
- 4月 - 入学式、始業式、遠足、授業参観
- 5月 - 家庭訪問、修学旅行（6年生）
- 6月 - 野外学習（5年生）
- 9月 - 運動会
- 3月 - 卒業式

## 著名な卒業生
- 菅沼美帆 - ファッションモデル。なお、高校在学中芸能活動を休止していた（芸能活動禁止のため）。
- 亀澤杏菜 - ファッションモデル・レースクイーン。なお、高校在学中芸能活動を休止していた（芸能活動禁止のため）。

## 交通アクセス
- 名鉄豊川線 諏訪町駅より徒歩約10分